# Interleague Games
Interleague Games bezeichnet im amerikanischen Baseball-Profibetrieb Spiele zwischen den beiden Major Leagues – American und National League – während der regulären Saison.
Diese Spiele sind erst seit 1997 Bestandteil des Spielplans in der Major League Baseball. Bis zu diesem Zeitpunkt waren das jährliche MLB All-Star Game (ein Spiel zwischen zwei Liga-Auswahlmannschaften) und die World Series der einzige offizielle Anlass für Spiele zwischen den Ligen.
Die Designated-Hitter-Regel kam dabei bis 2022 in American-League-Stadien für beide Teams zur Anwendung, in National-League-Stadien dagegen für beide Teams nicht. Gleiches galt für Spiele in der World Series. Seit 2022 gilt die Designated Hitter-Regel in beiden Ligen, so dass hier kein Unterschied mehr besteht.  Ab 2023 werden die Teams deutlich häufiger Interleague-Spiele bestreiten, nämlich 46 statt bislang nur 16 solcher Spiele.
Im japanischen Profibaseball wurde die Interleague Series (jap. 交流戦, kōryūsen) 2005 eingeführt. Sie bestand aus zunächst 36, seit 2007 24 Spielen zwischen den Mannschaften der Central League und der Pacific League und dauert von Mitte Mai bis Mitte Juni. Die DH-Regel wird wie in der MLB entsprechend der Ligazugehörigkeit des Gastgebers angewandt. Mit Ausnahme des Jahres 2009 waren von 2005 bis 2011 jeweils die Mannschaften der Pacific League erfolgreicher in den Interleague Games als die Teams der Central League.
In der Karibik wird zwischen den Winter-Ligen aus Puerto Rico (PRBL) und der Dominikanischen Republik (LIDOM) die Serie Interliga ausgetragen.